# 湘南丸
湘南丸（しょうなんまる）は、神奈川県立海洋科学高等学校の漁業実習船である。

## 略歴
- 1999年2月 - 4代目が竣工、新潟鉄工所[7][8]
- 2011年3月 - 東日本大震災で被災した福島県いわき市小名浜港に救援物資を運び、帰路は避難民を神奈川県まで乗せた[9]。
- 2011年12月 - 湘南丸が神奈川県職員功績賞を受賞[10]
- 2017年7月18日 - 5代目となる代替船の進水式、新潟造船本社新潟工場にて[3]
- 2018年6月 中古船舶として売却

## 特徴
- 3か月におよぶハワイへの遠洋航海で、船の運航やマグロ延縄漁業の実習を実施[11]。
- 専攻科を卒業すると、3級海技士(航海)あるいは内燃機関三級海技士(機関)の筆記試験が免除となる[12]。
- 600トンを超えたのは、女子生徒が乗船する為に男女で区画を分ける目的と、汚水処理やし尿処理など環境に配慮した設備が必要となった為[2]。

## エピソード
- 長期航海実習の出発や帰港は神奈川県内の風物詩[13]。
- 本船で釣り上げられたメカジキやマカジキが材料の商品が横浜高島屋の2016年のお中元に採用された[14]。

## 画像

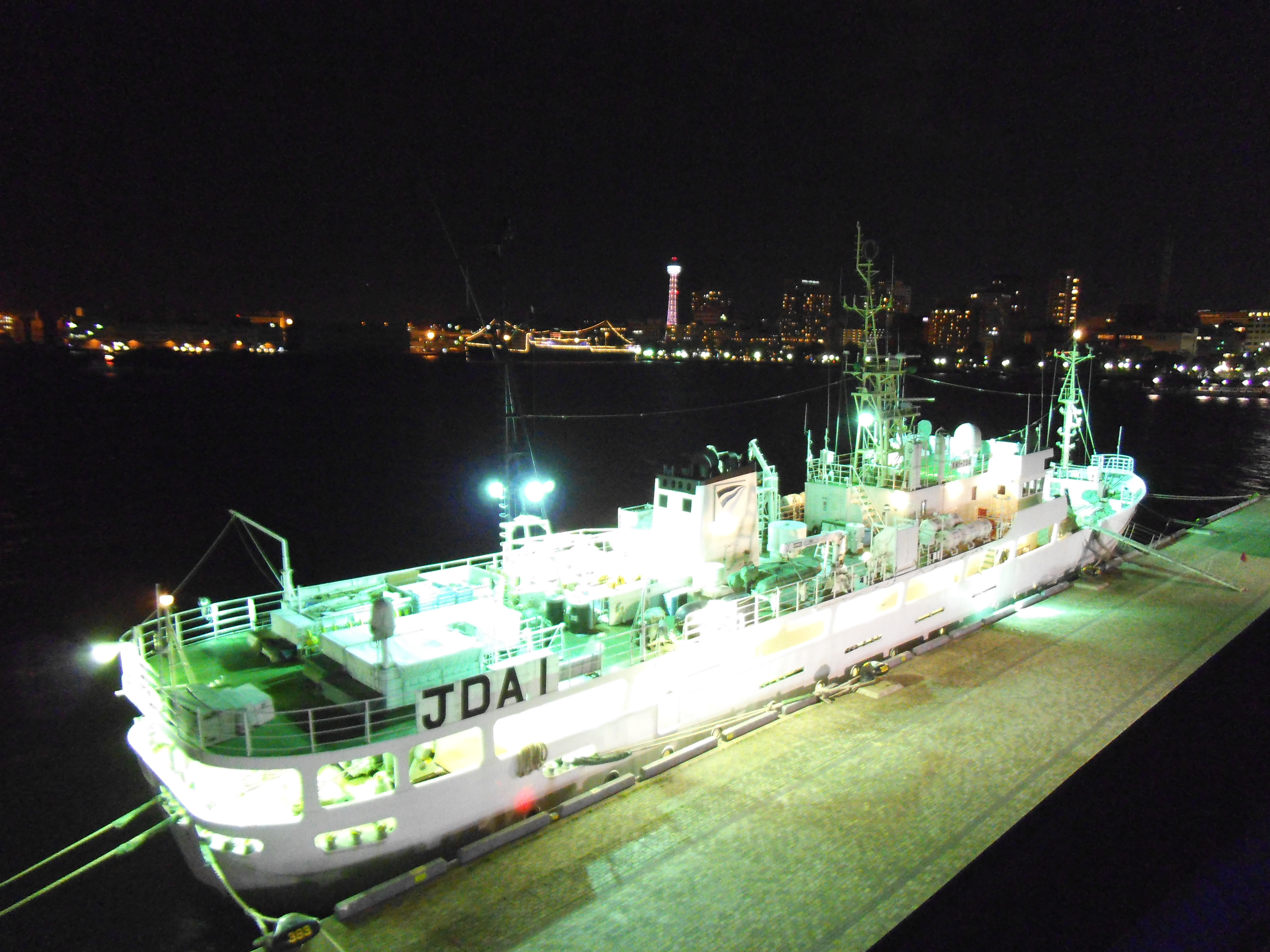
後姿、横浜市中区の大桟橋で2013年4月12日夜に撮影
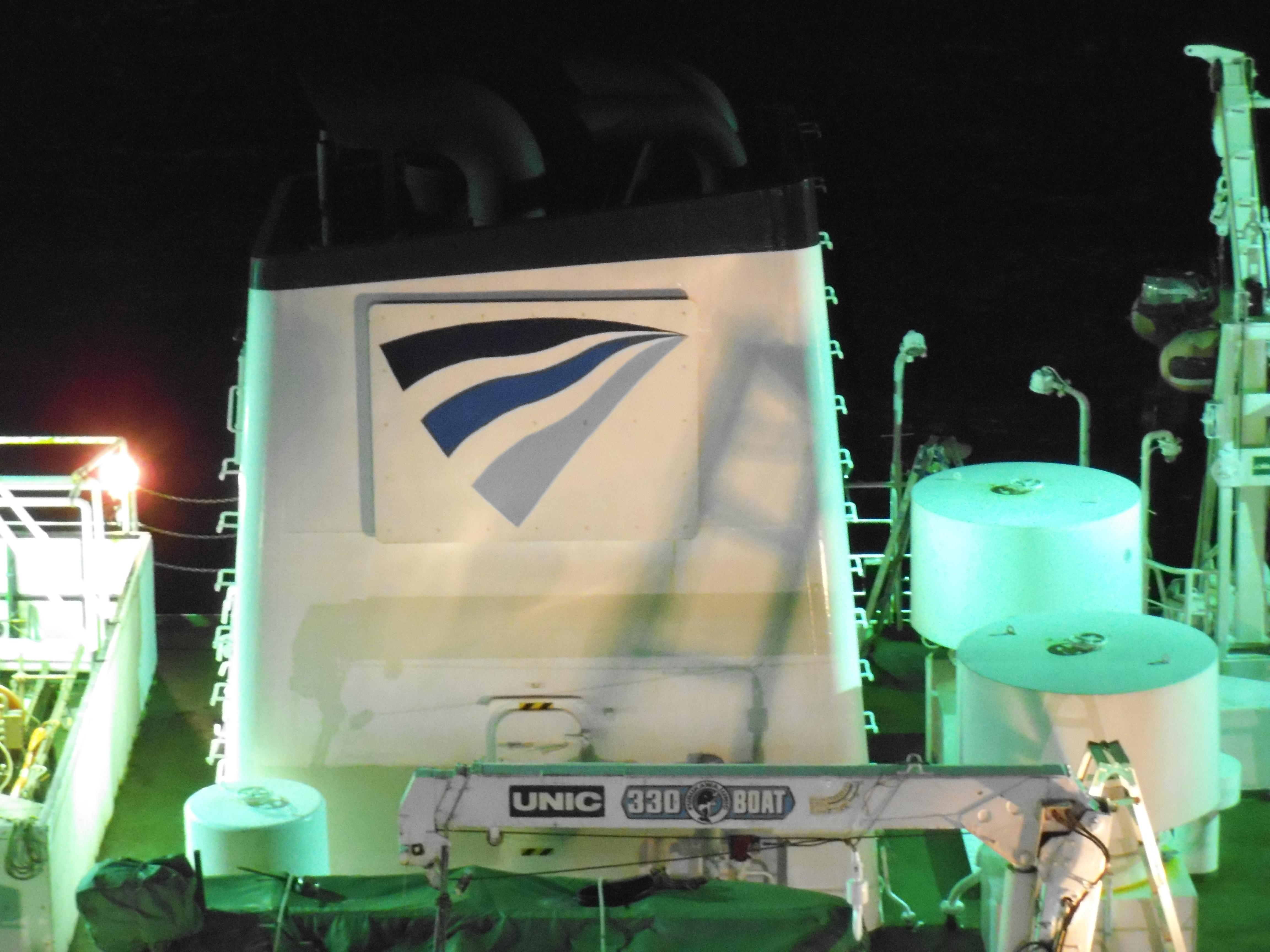
煙突、横浜市中区の大桟橋で撮影